# Ilariê
Xou da Xuxa es una recopilación de éxitos de la cantante Xuxa lanzado para Portugal, también conocido con el título "Ilariê" o con ambos títulos unidos "Xou da Xuxa - Ilariê", en el año 1995 por parte de EMI y en colaboración con Globo Records. Este disco es el único editado exclusivamente para Portugal. Anteriormente se habían vendido en Portugal los tres primeros álbumes de Xou da Xuxa (Xou da Xuxa, Xegundo Xou da Xuxa y Xou da Xuxa 3) y también los tres primeros álbumes en español (Xuxa, Xuxa 2 y Xuxa 3). Una vez finalizado el programa de Xuxa en los Estados Unidos, Xuxa es ya conocida mundialmente por lo que se decide lanzar este álbum recopilatorio para el mercado luso y expandir su carrera internacional. Este disco contiene algunos de los éxitos de Xuxa en Brasil que se incluyen en todos los álbumes desde 1986 hasta 1994, incluyendo la toda la saga Xou da Xuxa (Xou da Xuxa, Xegundo Xou da Xuxa, Xou da Xuxa 3, 4º Xou da Xuxa, Xuxa 5, Xou da Xuxa Seis y Xou da Xuxa Sete) y Sexto Sentido (1994). No se incluye ninguna canción del álbum brasileño también llamado "Xuxa" de 1993, que consta de canciones no incluidas en los álbumes anteriores. La foto utilizada en la portada es la contraportada del segundo álbum español, Xuxa 2 de 1991, que también es la contraportada del álbum brasileño Xou da Xuxa Seis lanzado unos meses más tarde que Xuxa 2.

## Lista de canciones
| N.º | Título                          | Duración |  |
| 1.  | «O Xou Da Xuxa Começou»         | 4:19     |  |
| 2.  | «Tindolelê»                     | 4:04     |  |
| 3.  | «Ilariê»                        | 5:41     |  |
| 4.  | «Doce Mel (Bom Estar Com Você)» | 3:14     |  |
| 5.  | «Dança Da Xuxa»                 | 3:24     |  |
| 6.  | «Marquei Um X»                  | 3:32     |  |
| 7.  | «Jogo Da Rima (The Name Game)»  | 5:50     |  |
| 8.  | «Brincar De Índio»              | 4:22     |  |
| 9.  | «Rexeita Da Xuxa»               | 3:11     |  |
| 10. | «Lua De Cristal»                | 4:20     |  |
| 11. | «Aquecendo (Ginástica)»         | 3:18     |  |
| 12. | «Arco-Íris»                     | 4:36     |  |
| 13. | «Nosso Canto De Paz»            | 4:05     |  |
| 14. | «O Circo»                       | 3:16     |  |

- Datos: Q56316161